# Czerń eriochromowa T
Czerń eriochromowa T – organiczny związek chemiczny używany jako wskaźnik w kompleksometrii, tworzący chelaty z jonami wielu metali. Czerń eriochromowa T jest często stosowana w miareczkowaniu EDTA w postaci mieszaniny z chlorkiem sodowym w stosunku 1:100.

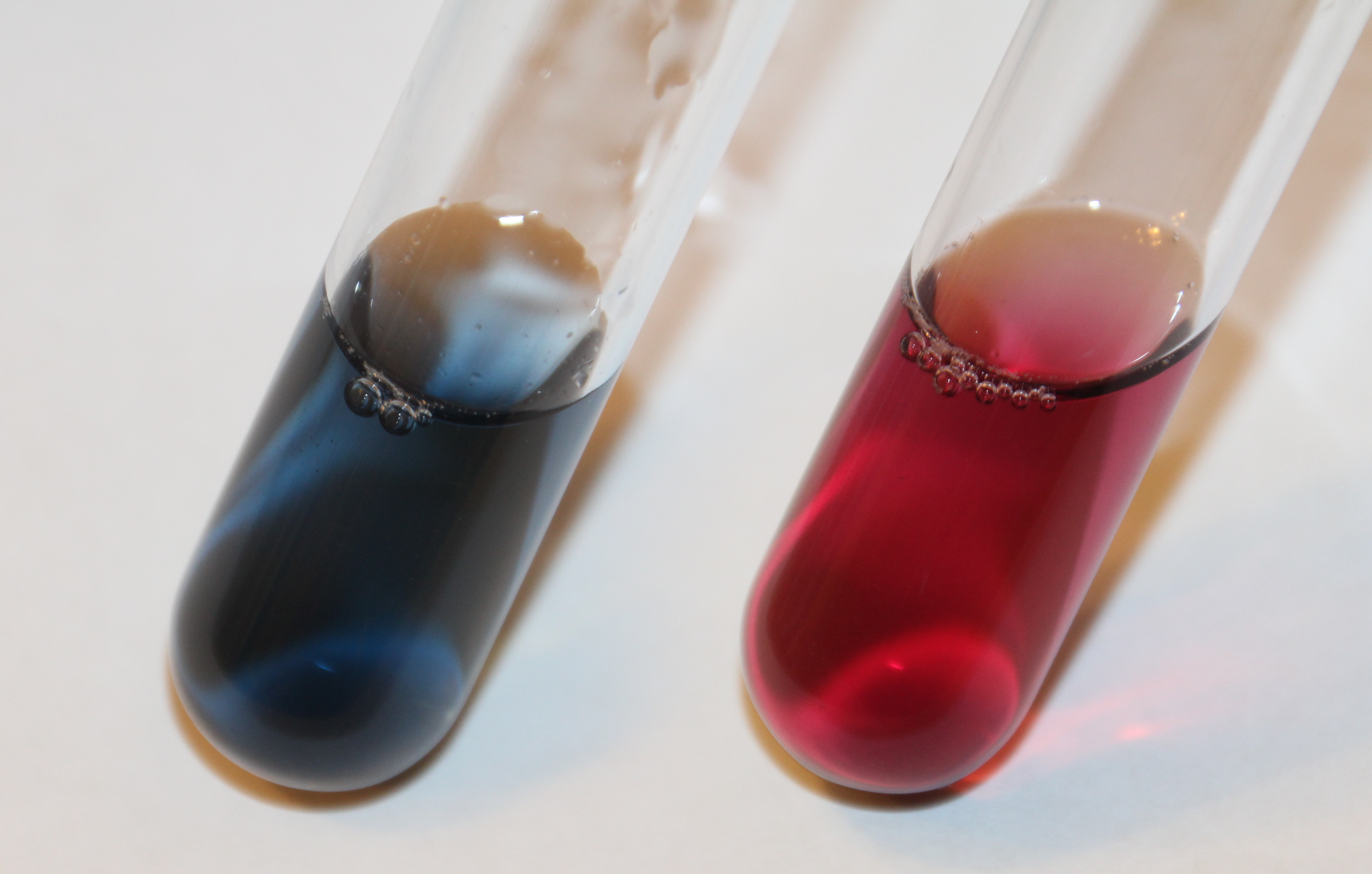
Po lewej roztwór wskaźnika w pH ≈ 10, po prawej roztwór kompleksu wapniowego czerni eriochromowej T

W zależności od pH roztworu wskaźnik występuje w trzech barwnych postaciach:
- roztwory z pH mniejszym od ≈ 6,3 – postać czerwona,
- roztwory z pH w zakresie ≈ 6,3 do 11,5 – postać niebieska,
- roztwory z pH większym od pH ≈ 11,5 – postać pomarańczowa.